# Pranajama

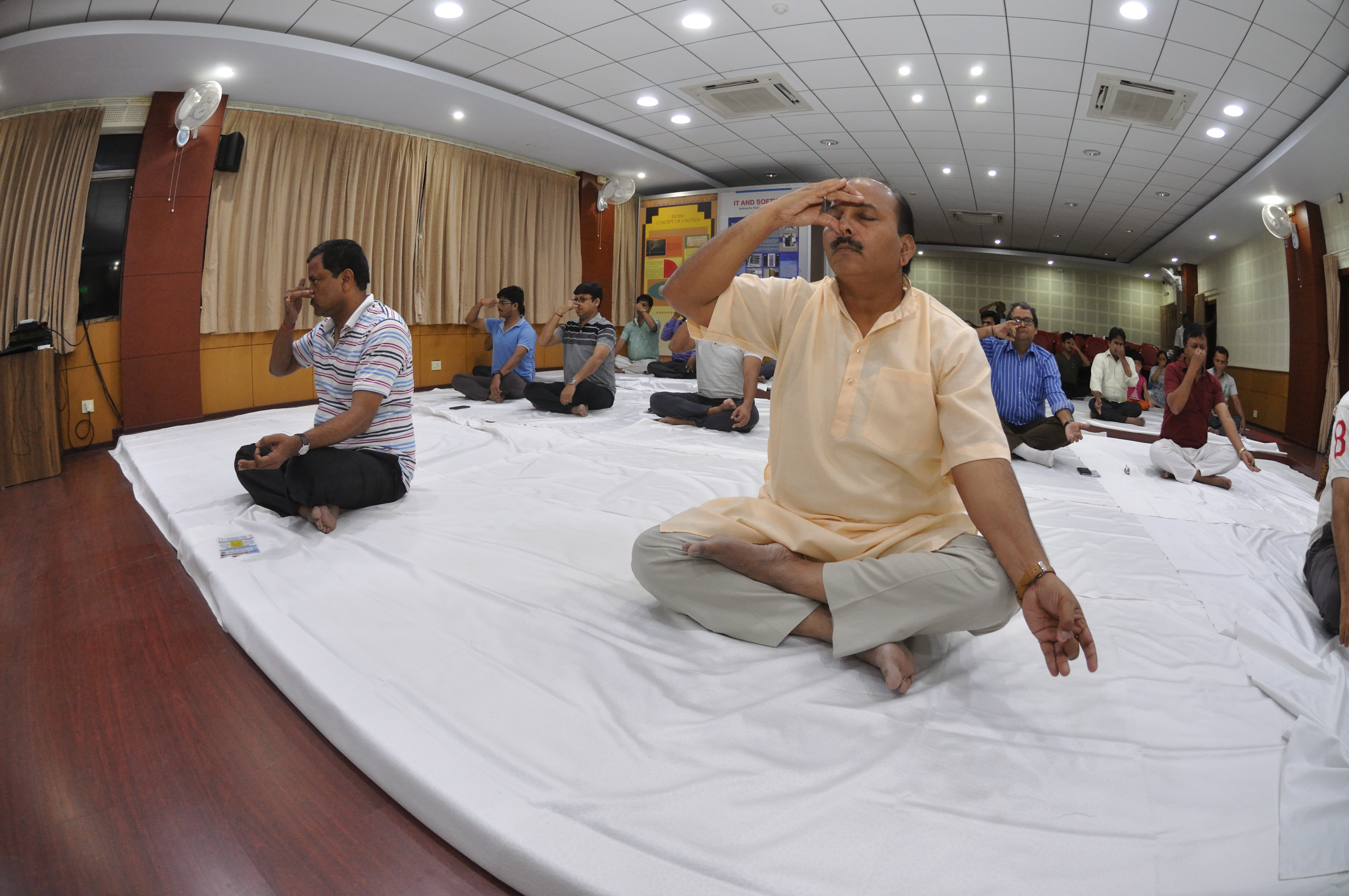
Grupa osób praktykujących pranajamę

Pranajama – w praktykach jogi technika opanowania oddechu, mająca na celu jego maksymalne spowolnienie i zrytmizowanie.
Oddech podzielony jest na trzy fazy: puraka (głęboki wdech), rećaka (wydech) oraz kumbhaka (wstrzymanie oddechu po wdechu lub wydechu). Celem ćwiczeń oddechowych jest usunięcie przeszkód pojawiających się na drodze poznania. Spowalniając oddech, jogin może z pełną świadomością wniknąć w pewne stany świadomości, które podczas zwykłego czuwania są dla świadomości niedostępne, np. w stan marzeń sennych (skr.: svapna).
W ośmioczłonowej klasycznej jodze indyjskiej pranajama stanowi kolejny człon po asanie. Pranajama stanowi również istotną część praktyki hathajogi. Zgodnie z zaleceniami traktatu Hathapradipika, ćwiczenia oddechowe należy wykonywać cztery razy na dobę, za każdym razem 80 cykli oddechów. Odpowiednie asany to siddhāsana, vīrāsana, padmāsana i baddhakoṇāsana.